# Orientale (gatto)
L'Orientale è una razza di gatto dal corpo snello e dal portamento elegante, con grandi orecchie, occhi chiari e naso lungo e dritto. Dal carattere determinato ed imprevedibile, dal soave miagolio, necessita di spazi aperti.

## Storia
Le origini del gatto Orientale si trovano in Thailandia, come testimoniato da numerose raffigurazioni presenti in un libro di poesie trovato ad Ayudha, antica capitale del Siam. Inoltre recenti studi effettuati sul DNA dei felini liberi di Bangkok ne ha confermato l'antica discendenza.
Vennero importati in Gran Bretagna nel XIX secolo, esposti come siamesi, ma, a differenza di questi, dotati di un mantello a tinta unita ed occhi verdi.
Nel primo ventennio del XX secolo venne riconosciuta solo la razza siamese caratterizzata dai point e dagli occhi blu, l'orientale quindi scomparve. Dopo la seconda guerra mondiale la razza fu riselezionata. Ufficialmente riconosciuta nel 1976 dal CFA, nel 1977 da FIFE e GCCF.

## Carattere e cure

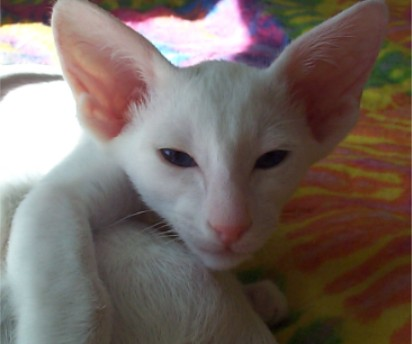
Giovane Orientale bianco a pelo corto con occhi blu.

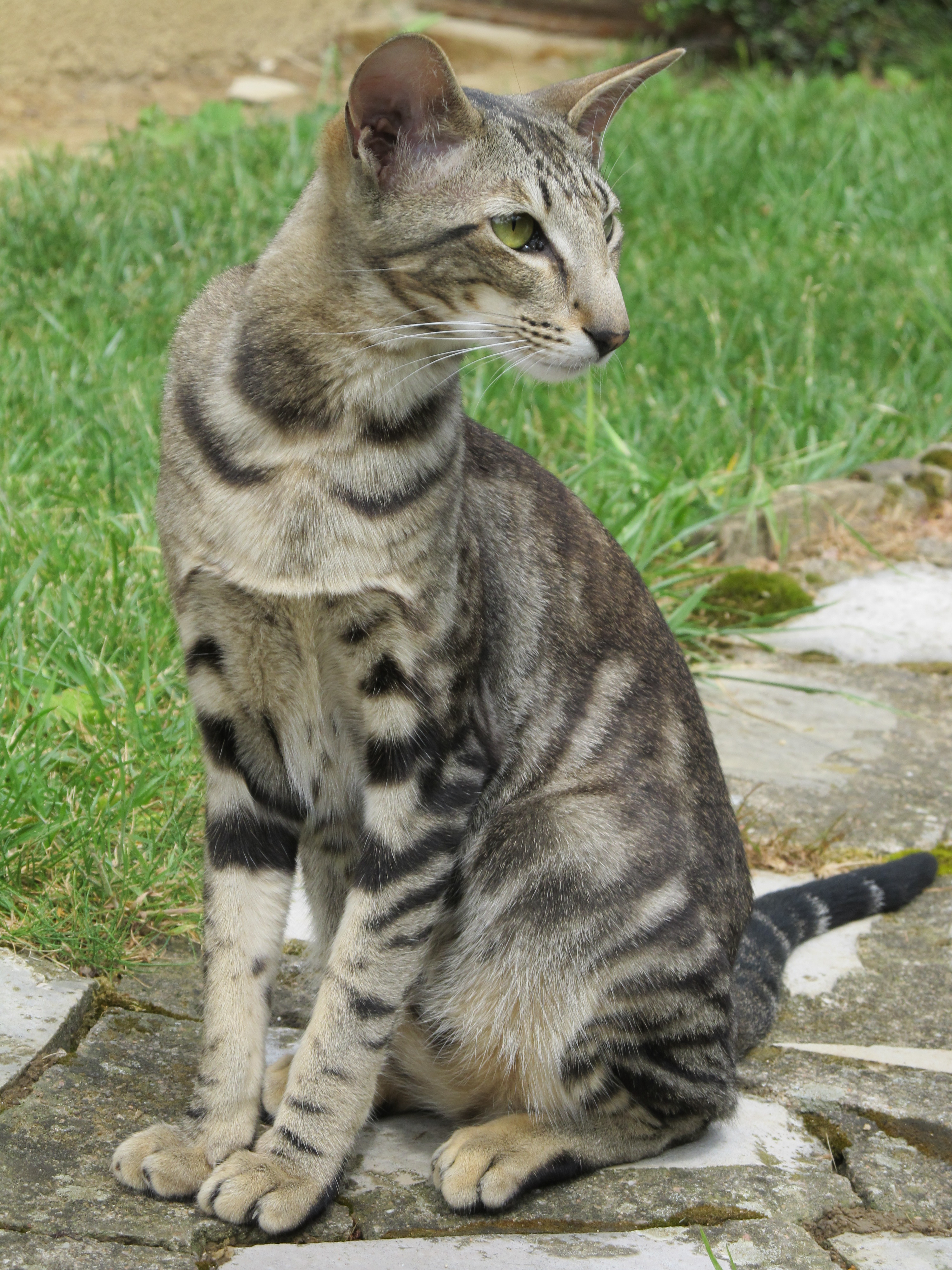
Orientale black blotched tabby.

Gatto dal carattere forte, determinato, affettuoso, imprevedibile, si lega profondamente al suo padrone. È molto socievole, giocherellone e chiacchierone. Per vivere bene necessita di poter accedere ad un giardino, infatti ha bisogno di notevole attività fisica, visto il suo temperamento vivace.
Goloso e di buon appetito, tende ad ingrassare con dosi eccessive di cibo, nonostante i suoi gusti ricercati.
Teme le basse temperature, perciò in inverno può essere fatto uscire solo se ben coperto.

## Standard di razza
Balinese, Orientale a pelo lungo, Orientale a pelo corto e Siamese hanno lo 
stesso standard.
- Taglia: media, dai 4 ai 6 kg.
- Orecchie: grandi, aperte alla base ed appuntite.
- Occhi: media dimensione, verdi o blu.
- Testa: cuneiforme, naso dritto e lungo.
- Zampe: lunghe e sottili, ma muscolose.
- Mantello: corto, fine, lucido e setoso, aderente al corpo, mentre negli Orientali a pelo lungo: di lunghezza media sul corpo, leggermente più lungo alla collaretta, alle spalle e sulla coda.
- Coda: lunga, sottile e affusolata oppure a forma di pennacchio negli esemplari a pelo lungo.
- Colori: tutti i colori solidi, tabby, a squama di tartaruga, bicolore.